# Reunion Tour 2011
A Reunion Tour 2011 a System of a Down együttes 2011/2012/2013-as koncertkörútja.

A zenekar 2006. augusztus 13-án játszott utoljára együtt, azóta ez a körút az első, amin ismét együtt zenélnek.

## Háttér
A több hetes internetes pletykák után, a zenekar hivatalosan 2010. november 29-én jelentette be az újjáalakulás tényét. Az első hivatalos dátumok Európát érintették, különböző fesztiválokon. Később bejelentették, a zenekar fennállásnak első oroszországi koncertjét Moszkvában. 2011. március elején bejelentésre kerültek az észak-amerikai koncertek, melyek az európai fellépések előtt, 2011. májusban indultak.
2011. február 9-én az együttes öt év után megtartotta első próbáját, melyet a zenekar basszusgitárosa Shavo Odadjian a Twitter oldalán kommentált is.
2011. május 6-án a zenekar bejelentette, hogy fellép a Brazíliában megrendezett Rock in Rio Fesztiválon, 2011 október 2-án, júliusban pedig újabb dél-amerikai koncerteket hirdettek meg. Ezek voltak a zenekar első koncertjei a régióban.
2011. május 10-én, Albertában indult útnak a turné, ahol 14 000 rajongó előtt, egy 29 számos programmal tért vissza a zenekar.
2011. május 14-én, a The Pulse of Radio interjút készített, a zenekar dobosával. John ekkor ezt mondta: "Személy szerint nem szeretem a szüneteket, szeretek továbbra is játszani. De jó volt egy kicsit kikapcsolni és John Dolmayannak lenni szemben azzal, hogy John a Systemből. Azt gondolom a többieknek is hasonló érzéseik voltak."
Magyarországhoz legközelebb, Ausztriában léptek fel a Nova Rock Fesztivál keretein belül, 2011. június 13-án.
Egy lehetséges új album és a folytatás kérdésére a dobos John Dolmayan a következőt árulta el, egy 2011. októberi interjújában: "Napról napra haladunk. Van még pár dél-amerikai bulink, így Buenos Airesben és Santiagóban is játszunk, aztán hazamegyünk. A karácsony és az újév hagyományosan családi időszak nálunk, általában nem dolgozunk ilyenkor, szóval a következő három-négy hónapot otthon töltjük majd. Utána pedig Serj utazik el Új-Zélandra néhány hónapra, hiszen részben ott lakik. Úgy tudom, jövő nyáron újra szólólemezt akar kiadni. Lehet, hogy a System is turnézik majd nyáron, de lehet, hogy nem. Ami pedig azokat illeti, akik új lemezre várnak, mert tudom, hogy sokan vannak: én is ugyanúgy várom az albumot, mint ők. Akkor fog elkészülni, amikor itt az ideje, és képesek vagyunk valami olyasmit csinálni, ami felülmúlja a régebbi dolgainkat. Nem akarunk a babérjainkon ülni – inkább elhajítjuk őket, és teremtünk valami újat ennek a generációnak, hogy ők is azt tudják mondani: számukra ez a System Of A Down."
A turné 2012-es szakaszában, a zenekar 7 év után visszatért Ausztráliába, ahol a Soundwave Fesztivál koncertjein léptek fel. A Fesztivál fellépésein kívül a zenekar bejelentett három saját koncertet is Ausztráliában.
A zenekar játszott a montréali Heavy MTL és a torontói Heavy T.O. Fesztiválon augusztusban, valamint egy rövidebb Észak-amerikai turnét bonyolítottak a Deftones előzenekaroskodása mellett. A dátumokat 2012. április 23-án jelentették be.
2013-ban újabb dátumok kerültek bejelentésre Európában, ahol az év nyarán a zenekar főképpen fesztiválokon játszik a kontinensen.

## A koncertek
| Észak-Amerika            |                  |                    |                                    |
| 2011. május 10.          | Alberta          | Kanada             | Rexall Place                       |
| 2011. május 12.          | Vancouver        | Kanada             | Rogers Arena                       |
| 2011. május 13.          | Seattle          | Egyesült Államok   | Key Arena                          |
| 2011. május 15.          | Mountain View    | Egyesült Államok   | Shoreline Amphitheatre             |
| 2011. május 18.          | Denver           | Egyesült Államok   | Comfort Dental Amphitheatre        |
| 2011. május 19.          | Albuquerque      | Egyesült Államok   | The Pavilion                       |
| 2011. május 21.          | San Diego        | Egyesült Államok   | Cricket Wireless Amphitheatre      |
| 2011. május 22.          | Las Vegas        | Egyesült Államok   | Pearl Concert Theatre              |
| 2011. május 24.          | Los Angeles      | Egyesült Államok   | The Forum                          |
| 2011. május 25.          | Irvine           | Egyesült Államok   | Verizon Wireless Amphitheatre      |
| Európa                   |                  |                    |                                    |
| 2011. június 2.          | Milánó           | Olaszország        | Fiera Open Air Arena               |
| 2011. június 4.          | Nürnberg         | Németország        | Rock im Park                       |
| 2011. június 5.          | Nürburgring      | Németország        | Rock am Ring                       |
| 2011. június 6.          | Párizs           | Franciaország      | Palais Omnisports de Paris-Bercy   |
| 2011. június 8.          | Párizs           | Franciaország      | Palais Omnisports de Paris-Bercy   |
| 2011. június 9.          | Interlaken       | Svájc              | Greenfield Fesztivál               |
| 2011. június 11.         | Castle Donington | Egyesült Királyság | Download Fesztivál                 |
| 2011. június 13.         | Nickelsdorf      | Ausztria           | Nova Rock Fesztivál                |
| 2011. június 15.         | Berlin           | Németország        | Kindl-Bühne Wuhlheide              |
| 2011. június 17.         | Göteborg         | Svédország         | Metaltown Fesztivál                |
| 2011. június 19.         | Seinajöki        | Finnország         | Provinssirock                      |
| 2011. június 21.         | Moszkva          | Oroszország        | Olympisky Arena                    |
| Dél-Amerika              |                  |                    |                                    |
| 2011. szeptember 28.     | Mexikóváros      | Mexikó             | Palacio de los Deportes            |
| 2011. október 1.         | São Paulo        | Brazília           | Chacara Do Joquei                  |
| 2011. október 2.         | Rio de Janeiro   | Brazília           | Rock in Rio Fesztivál              |
| 2011. október 5.         | Buenos Aires     | Argentína          | Estadio G.E.B.A.                   |
| 2011. október 7.         | Santiago         | Chile              | Estadio Bicentenario de La Florida |
| Ausztrália               |                  |                    |                                    |
| 2012. február 22.        | Auckland         | Új-Zéland          | Trusts Stadium                     |
| 2012. február 25.        | Brisbane         | Ausztrália         | Soundwave Fesztivál                |
| 2012. február 26.        | Sydney           | Ausztrália         | Soundwave Fesztivál                |
| 2012. február 28.        | Sydney           | Ausztrália         | Sydney Entertainment Centre        |
| 2012. február 29.        | Melbourne        | Ausztrália         | Rod Laver Arena                    |
| 2012. március 2.         | Melbourne        | Ausztrália         | Soundwave Fesztivál                |
| 2012. március 3.         | Adelaide         | Ausztrália         | Soundwave Fesztivál                |
| 2012. március 5.         | Perth            | Ausztrália         | Soundwave Fesztivál                |
| Észak-Amerika, Szakasz#2 |                  |                    |                                    |
| 2012. augusztus 2.       | Philadelphia     | Egyesült Államok   | Susquehanna Bank Center            |
| 2012. augusztus 4.       | Holmdel          | Egyesült Államok   | PNC Bank Arts Center               |
| 2012. augusztus 5.       | Wantagh          | Egyesült Államok   | Nikon at Jones Beach Theater       |
| 2012. augusztus 7.       | Washington D.C.  | Egyesült Államok   | Verizon Center                     |
| 2012. augusztus 9.       | Boston           | Egyesült Államok   | Comcast Center                     |
| 2012. augusztus 11.      | Montréal         | Kanada             | Heavy MTL Fesztivál                |
| 2012. augusztus 12.      | Toronto          | Kanada             | Heavy T.O. Fesztivál               |
| 2012. augusztus 14.      | Detroit          | Egyesült Államok   | DTE Energy Music Theatre           |
| 2012. augusztus 15.      | Chicago          | Egyesült Államok   | Allstate Arena                     |
| 2013. július 29.         | Los Angeles      | Egyesült Államok   | Hollywood Bowl                     |
| Európa, Szakasz#2        |                  |                    |                                    |
| 2013. augusztus 7.       | Anapa            | Oroszország        | Kubana Fesztivál                   |
| 2013. augusztus 9.       | Gävle            | Svédország         | Getaway Rock Fesztivál             |
| 2013. augusztus 11.      | Mikkeli          | Finnország         | Jurassic Rock Fesztivál            |
| 2013. augusztus 13.      | Łódź             | Lengyelország      | Atlas Arena                        |
| 2013. augusztus 14.      | Prága            | Csehország         | Aerodrome Fesztivál                |
| 2013. augusztus 16.      | Sankt Pölten     | Ausztria           | Frequency Fesztivál                |
| 2013 augusztus 17.       | Hockenheim       | Németország        | Rock 'N' Heim Fesztivál            |
| 2013. augusztus 18.      | Gelsenkirchen    | Németország        | Rock im Pott Fesztivál             |
| 2013. augusztus 20.      | Berlin           | Németország        | Kindl-Bühne Wuhlheide              |
| 2013. augusztus 21.      | Amszterdam       | Hollandia          | Ziggo Dome                         |
| 2013. augusztus 23.      | Reading          | Egyesült Királyság | Reading Fesztivál                  |
| 2013. augusztus 24.      | Leeds            | Egyesült Királyság | Leeds Fesztivál                    |
| 2013. augusztus 25.      | Párizs           | Franciaország      | Rock en Seine Fesztivál            |
| 2013. augusztus 27.      | Milánó           | Olaszország        | Fiera Open Air Arena               |

## Tagok
- Daron Malakian – gitár, vokál
- Serj Tankian – ének, billentyű, gitár
- Shavo Odadjian – basszusgitár
- John Dolmayan – dobok

## Előzenekarok
| - Gogol Bordello (2011. Május 10–25.) - Anti-Flag (2011. Június 2.) - Danzig (2011. Június 2.) - Sick of It All (2011. Június 2.) - Volbeat (2011. Június 2.) - ...And You Will Know Us by the Trail of Dead (2011. Június 6.) - Clutch (2011. Június 8.) - Dredg (2011. Június 15.) | - Yokozuna (2011. Szeptember 28.) - Macaco Bong (2011. Október 1.) - Cabezones (2011. Október 5.) - Libra (2011. Október 7.) - The Dillinger Escape Plan (2012. Február 22, 28 és 29.) - Deftones (2012. Augusztus 2-15) |